# Tinguipaya
Tinguipaya è un comune (municipio in spagnolo) della Bolivia, capoluogo della provincia di Tomás Frías (dipartimento di Potosí) con 31.967 abitanti (dato 2010).

## Cantoni
Il comune è suddiviso in 2 cantoni.
- Anthura
- Tinguipaya